# معامل النقل

معامل النقل في الفيزياء والهندسة الكهربائية معاما يستعمل عند اعتبار انتشار الموجة في وسط يحتوي على انقطاعات. ويصف معامل الإرسال السعة أو الشدة أو القدرة الكلية للموجة المنقولة بالنسبة إلى الموجة الواردة.